# M. Kristóf Ágnes
M. Kristóf Ágnes (Nyíregyháza, 1924. május 6. – Miskolc, 2001. szeptember 1.) festőművész. Miskolcon alkotott.

## Élete, munkássága
A képzőművészet alapjaira édesanyja tanította. Iskolai tanulmányait a Leány Kálvineumban végezte, ahol tanítói diplomát szerzett, és Boross Géza, Rozs János és Diószegi Balázs voltak a tanárai. Keupert német festőtől tanult, de még Benczúr Gyula is korrigálta munkáit. Több külföldi tanulmányutat tett (Bécs, Párizs, München, Finnország), és elvégezte a rajztanári szakot.
1943-ban költözött Miskolcra, ahol általános iskolában, majd a Kossuth Lajos Gimnáziumban tanított. 1960-tól tagja volt a Művészeti Alapnak, majd annak jogutódjának, a Magyar Alkotóművészek Országos Egyesületének. 1969-ben a Miskolci Galéria főelőadója lett, és emellett ellátta a Művészklub titkári feladatát. Oktató és szervező munkája közben is alkotott, kiállításokon azonban csak a ’60-as évektől vett részt. Jellemzően tájképfestészettel foglalkozott. Szerette a természetet, a színekben rejlő harmóniára építkezett, állhatatosan kereste a természetben rejlő szépséget. Munkái megtalálhatók Nyíregyháza és Miskolc közgyűjteményeiben.
Nevének M. előtagja asszonynevére (Molnár Lajosné) utal.

## Egyéni kiállításai
- 1962 – Szikszó
- 1963 – Diósgyőri Lovarda
- 1972 – Miskolci Galéria, Miskolc
- 1975 – Tokaj
- 1975 – Taktaharkány
- 1976 – Leninváros
- 1976 – Polgár
- 1979 – Móricz Zsigmond Könyvtár, Nyíregyháza
- 1980 – Rudabánya
- 1981 – Budapest
- 1981 – Művelődési Központ, Mezőkövesd
- 1982 – Szőnyi István Terem, Miskolc
- 1984 – Megyei Kórház Kiállítóterem, Miskolc
- 1984 – Derkovits Galéria, Leninváros
- 1986 – Helsinki – Lempaala (Finnország)
- 1987 – Medgyessy Terem, Debrecen
- 1988 – Miskolci Egyetem, Egyetemi Galéria, Miskolc
- 1989 – Rudnay Terem, Eger
- 1994 – József Attila Könyvtár, Miskolc
- 1996 – Szőnyi István Terem, Miskolc

## Válogatott csoportos kiállításai
- 1950 – Nemzetközi Vasutas Képzőművészeti kiállítás (FISAIC), München, Németország
- 1960 – Sátoraljaújhely
- 1960 – Nemzetközi Vasutas Képzőművészeti kiállítás (FISAIC), Bécs, Ausztria
- 1962 – Észak-magyarországi Területi Képzőművészeti kiállítás, Ózd
- 1962 – Nemzetközi Vasutas Képzőművészeti kiállítás (FISAIC), Helsinki, Finnország
- 1963 – Borsod megyei képzőművészeti kiállítás, Nyíregyháza
- 1965 – Kisgaléria, Erdőbénye
- 1971 – Észak-magyarországi Területi Képzőművészeti kiállítás, Salgótarján
- 1971 – Városi Gyűjtemény, Miskolc
- 1972 – Rajzok, Miskolci Galéria, Miskolc
- 1972 – Téli Tárlat, Miskolci Galéria, Miskolc
- 1973 – Tavaszi Tárlat, Salgótarján
- 1975 – Borsod megyei képzőművészeti kiállítás, Leninváros
- 1976 – Borsod megyei képzőművészeti kiállítás, Miskolc
- 1977 – Nemzetközi Vasutas Képzőművészeti kiállítás (FISAIC), Kassa, Csehszlovákia

## Művek közgyűjteményekben
- Jósa András Múzeum, Nyíregyháza
- Herman Ottó Múzeum, Miskolc